# Diphyus ater
Diphyus ater är en stekelart som först beskrevs av Wesmael 1855.  Diphyus ater ingår i släktet Diphyus och familjen brokparasitsteklar. Inga underarter finns listade i Catalogue of Life.